# Marcelo Gracia
Marcelo Gracia Domínguez (ur. 2 kwietnia 1994 w Monterrey) – meksykański piłkarz występujący na pozycji ofensywnego pomocnika.

## Początki
Gracia pochodzi z miasta Monterrey, stolicy stanu Nuevo León. Razem z dwoma braćmi – Mauricio i Roberto – był wychowywany przez samotnego ojca, Lorenzo Gracię. Futbolem zainteresował się już jako trzylatek za sprawą swojego starszego brata, który uprawiał wówczas ten sport, jednak sam był za młody na regularne treningi i do swojej pierwszej juniorskiej drużyny dołączył w wieku sześciu lat.
Jako dziewięciolatek Gracia dołączył do szkółki juniorskiej Rayados San Nicolás, podległej lokalnemu zespołowi CF Monterrey, zaś trzy lata później rozpoczął treningi we właściwej akademii młodzieżowej klubu. Tam za sprawą podobnego stylu gry i sporego talentu już jako nastolatek był uznawany za następcę Jesúsa Arellano, wieloletniego zawodnika Monterrey uznawanego za jedną z klubowych legend. W lipcu 2011, po zdobyciu z juniorską reprezentacją Meksyku mistrzostwa świata, zainteresowanie jego zatrudnieniem przejawiały meksykańskie zespoły Chivas de Guadalajara i Cruz Azul, a także kilka ekip z Europy (między innymi Atlético Madryt i Real Saragossa), jednak on sam odrzucił te oferty, skupiając się na dążeniach do debiutu w seniorskim składzie Monterrey.

## Kariera klubowa
Do treningów seniorskiej drużyny Gracia został włączony jako dziewiętnastolatek przez szkoleniowca Víctora Manuela Vuceticha i zadebiutował w niej 24 lipca 2013 w wygranym 4:1 spotkaniu krajowego pucharu (Copa MX) z Correcaminos UAT na Estadio Tecnológico. Pojawił się wówczas na boisku w 65. minucie w miejsce Neriego Cardozo, zaś w 84. minucie zdobył swojego pierwszego gola w zawodowej karierze. W lidze meksykańskiej (Liga MX) pierwszy mecz rozegrał natomiast trzy dni później, zmieniając José Maríę Basantę w 86. minucie zremisowanego 1:1 meczu z Pueblą. Premierowy raz w wyjściowym składzie Monterrey pojawił się 7 sierpnia tego samego roku w zremisowanej 1:1 rewanżowej konfrontacji z Correcaminos w pucharze kraju. Generalnie pełnił jednak rolę głębokiego rezerwowego i na ligowych boiskach pojawiał się sporadycznie. W grudniu 2013 wraz z resztą zespołu wyjechał do Maroka, gdzie wziął udział w Klubowych Mistrzostwach Świata, lecz nie pojawił się na boisku w żadnym z dwóch meczów, zaś Monterrey, prowadzone wówczas przez trenera José Guadalupe Cruza, zajęło piąte miejsce w turnieju.

## Kariera reprezentacyjna
Swoją karierę reprezentacyjną Gracia rozpoczynał w meksykańskiej kadrze do lat piętnastu prowadzonej przez Jesúsa Ramíreza. W czerwcu 2011 został powołany przez szkoleniowca Raúla Gutiérreza do reprezentacji Meksyku U-17 na Mistrzostwa Świata U-17 w Meksyku. Podczas tego turnieju pełnił wyłącznie rolę rezerwowego, rozgrywając cztery z siedmiu możliwych spotkań (wszystkie po wejściu z ławki) i ani razu nie wpisał się na listę strzelców, lecz jego drużyna, pełniąca rolę gospodarza, zdobyła wówczas tytuł mistrza świata. Gracia wystąpił między innymi w finałowym spotkaniu z Urugwajem (2:0) na Estadio Azteca, w którym Meksykanie zagwarantowali sobie mistrzostwo globu (zagrał ostatnie szesnaście minut). Niedługo potem został zaproszony przez selekcjonera José Manuela de la Torre na kilka treningów dorosłej reprezentacji.
W 2014 roku Gracia po raz kolejny znalazł się w ogłoszonym przez Raúla Gutiérreza składzie, tym razem reprezentacji Meksyku U-23 na prestiżowy towarzyski Turniej w Tulonie. Na francuskich boiskach rozegrał wszystkie cztery mecze, z czego dwa w wyjściowym składzie, zaś jego kadra zajęła trzecie miejsce w liczącej pięć zespołów grupie, nie kwalifikując się do dalszych gier.

## Statystyki kariery

### Klubowe
| Monterrey | 2013–2014 | Meksyk | Liga MX | 4 | 0 | 10 | 1 | –– | –– | –– | 14 | 1 |
| Monterrey | 2014–2015 | Meksyk | Liga MX | 0 | 0 | 4  | 1 | –– | –– | –– | 4  | 1 |
| Monterrey | 2015–2016 | Meksyk | Liga MX | 0 | 0 | 0  | 0 | –– | –– | –– | 0  | 0 |
| Ogółem    | Ogółem    | Ogółem | Ogółem  | 4 | 0 | 14 | 2 | –– | –– | –– | 18 | 2 |

Stan na 1 lipca 2015.

## Styl gry
Gracia jest kreatywnym zawodnikiem, zdolnym do boiskowej improwizacji, którego umiejętności obejmują nie tylko strzelanie goli, ale również częsty udział w akcjach kombinacyjnych i stwarzanie strzeleckich sytuacji innym piłkarzom. Jego pozycja jest często określana jako „dziewięć i pół” – może występować jako środkowy napastnik, jednak za sprawą boiskowej wizji równie dobrze sprawdza się w roli podwieszonego atakującego, odpowiedzialnego za kreowanie akcji ofensywnych.